# Under The Silver Lake
Under the Silver Lake er en amerikansk neo-noir sort komedie konspirations-thriller som er skrevet, produceret og instrueret af David Robert Mitchell i 2018. Stedsat i Los Angeles, følger man en ung mand, Sam (Andrew Garfield) som sætter sig ud på en mission for at undersøge den pludselige forsvinden af nabopigen (Riley Keough), og ender med at opdage en gennemført og farlig konspiration i stor stil.